# 이와나미 문고
이와나미 문고(岩波文庫)는 일본의 주식회사 이와나미 서점이 발행하는 단행본 라벨이다. 

## 개요
교양, 계몽주의의 모토 위에, 독일의 레클람 문고를 본떠, 책을 저렴하게 유통시켜 더 많은 사람들이 쉽게 학술 저작을 읽을 수 있게 하는 것을 목적으로 창간된 일본 최초의 문고본이다.
일본 국내외의 고전으로써의 가치를 가진 문학 작품이나 학술 서적 등을 폭넓게 다루었다. 1991년에 글씨를 크게 한 와이드 판(B6 판)을 창간(2015년 3월간으로 휴지). 대체로 평가가 정착된 작품을 수록한다. 해당하지 않는 책들의 목록은 이와나미 현대문고(2000년)에 수록되어 있고(구판은 이와마니 동시대 라이브러리(1990년 - 1998년)), 현대문고에서 이와나미 문고로 옮겨서 재간한 것도 있다. 
처음 간행 작품은 나쓰메 소세키의 《마음》, 고다 로한의 《오층탑》, 히구치 이치요의 《탁류(にごり江) · 키재기(丈比べ)》, 톨스토이의 《전쟁과 평화 제1권》(요네카와 마사오 역), 안톤 체호프의 《벚꽃 동산》(같은 사람 역) 등 22점이었다.

## 역사
이와나미 서점을 설립한 이와나미 시게오에 의해, 독일 레클람 문고 같은 고전 작품의 저렴한 문고화를 일본에서도 시도해보자는 의도로 1927년(쇼와 2년) 7월 10일에 창간되었다. 문고 뒷부분에 있는 「독서자에 드림 - 이와나미 문고 발간에 제하여」(読書子に寄す―岩波文庫発刊に際して)는 당시의 교양 · 계몽주의의 기초 지식을 일반 대중에게 보급하기 위해 간행했다는 취지와 함께 독일의 레클람 문고를 모범으로 한 것 등이 적혀 있다. 기안자는 미키 기요시(三木清)로 당시 사장이었던 이와나미 시게오(岩波茂雄)의 이름으로 발표되었다. 발간사에서 이와나미 시게오는 다음과 같이 말하였다. 
かつては民を愚昧ならしめるために学芸が最も狭き堂宇に閉鎖されたことがあった。今や知識と美とを特権階級の独占より奪い返すことは常に進取的なる民衆の切なる要求である。岩波文庫はこの要求に応じそれに励まされて生まれた。
 예전에는 백성들을 우매하게 하기 위해 학예가 가장 좁은 당우 안에 폐쇄된 적이 있었다. 이제 지식과 그 아름다움을 특권층의 독점으로부터 탈환하는 것은 진취적인 민중의 절실한 요구다. 이와나미 문고는 이러한 요구에 부응하고 거기에 격려를 받아 태어났다.

처음에는 커버가 아닌 색지를 붙인 글라신지 종이만으로 책을 싸고 색깔별로 분야를 명시하고 있었다. 1960년대 무렵부터 타사의 문고는 커버 도입을 했지만, 이와나미 문고에서 커버가 도입된 커버 문고판의 첫 등장은 1982년 10월이었다. 1987년 7월의 신간에서는 모두 커버를 씌우고 표지의 띠 색깔에 분야가 명시되었다. 1990년 복간된 책에도 커버를 붙이고 있다. 프랑스장의 분위기를 내기 위해 제본 공정에서 천부(책의 상단)을 화장재단하지 않았다.
전쟁 전의 것은 본체의 책등이 현재의 것(B6 판)보다 1센티미터 높게 만들어져 있었다. 《이와나미 영일 사전》(岩波英和辞典)의 편집자 시마무라 모리스케(島村盛助)가 번역한 에드윈 아놀드(Sir Edwin Arnold)의 서정시 《아시아의 등불》 등이 간행되었고, 전쟁 중에는 가모노 마부치(賀茂真淵)의 《어의 ・ 서의》(語意・書意)나 모토오리 노리나가(本居宣長)의 《직비령》(直毘霊) 등의 국수주의 성향의 일본 국학(国学)의 문헌이나 전쟁을 독려하는 《군대의 복종과 위대함》(軍隊の服従と偉大) 등이 발행되었는데, 1938년 2월 7일 사회과학 관련 서적 28점이 자발적 휴간을 강요받기도 하였다. 패전 뒤에는 태평양전쟁 말기에 전사한 일본 학도병들의 유서를 모은 유고집 《들어라 와다쓰미의 소리를》(きけ　わだつみのこえ)와 사장 요시노 겐자부로(吉野源三郎)의 《그대들, 어떻게 살 것인가》(君たちはどう生きるか) 등이 발행되었다.
오랫동안 일본의 독자에게 친숙함이 깊은데, 독특하게도 정가를 금액이 아니라 별(★)로 나타내며 ★ 1개 = ○엔 하는 방식으로 별의 개수에 따라 책의 가격을 계산했다(1927년(쇼와 2년)의 창간 당초에는 ★하나가 20전을 뜻하였다). 가격 인상 경우에는 1973년에 ★ 1개당 가격을 70엔으로 인상될 때까지 ★단가의 개정으로 고지하고 있었다. 그러나 1975년 정가 개정시에 ☆마크를 도입하고 ★재고품에 관해서는 당시 ★ 1개 70엔이라는 이전 가격대로 판매하고 신간 · 재발행시에 ☆마크로 전환, ☆ 하나에 100엔으로 했다. 또한 1979년에 이르러서, ★마크를 50엔으로 설정하고, 100엔 ☆마크와 함께 50엔 단위 가격으로 설정했다. 이러한 가격 표기 방식은 1989년의 소비세 도입으로 총액이 표시될 때까지 계속되었다.
이와나미 문고는 원칙적으로 절판이 존재하지 않고(번역이 새로 이루어진 경우 등에는 과거의 번역본은 절판될 수도 있다) 품절만이 존재하며, 1982년부터 정기적으로(예전에는 봄과 가을, 현재는 봄) 독자들의 앵콜 간행 요청이 많은 과거 간행물에 대한 복간을 하고 있다. 재발행도 매달 3-4권, 수십 권의 일제 재발행도 1년에 1~2번 하고 있다.
식민지 조선의 문학을 다룬 《조선동요선》(1933), 《조선민요선》(1939), 《조선시집》(1943)이 이와나미 문고를 통해 간행되기도 하였으며 한국의 조선문고, 박문문고의 탄생에도 영향을 주었다.

## 분류
커버의 표지 하단(예전에는 띠)의 색상에 따라 크게 5개의 장르로 나누었다. 1974년까지 하위 분류 간행 순서를 기초로하는 것이었지만, 1974년부터는 저자 번호에 따라 작은 장르로 나누는 방식을 채용했다. 그러나 이것도 처음에는 이행기적인 것으로, 띠등에는 기존의 출간 순서의 번호를 붙이고 있었다. 전면적으로 저자 번호를 도입한 것은 1976년부터이며, 띠에도 저자별 번호를 기재하게 되었다.
또한 본체에는 1974년까지 통산한 별 수가 번호로 기재되어 있었으나(정가을 개정하여 별의 수가 증가했을 때 a를 추가했다) 1974년 신간 · 재발행에서는 저자 번호로 통일되었다. 이것은 6자리 숫자로 구성되는 것이 기본으로, 「황 1-1」의 《고사기》라면, <30-001-1>로 기재된다.
작은 장르에서는 저자 번호가 원칙 99인분밖에 확보되지 않았지만 이미 만석이 된 붉은색 띠 500번대 프랑스 문학과 푸른색 띠 100번대의 근대 일본 사상 등은 저자 번호 앞에 'N'을 붙여 저자 수가 확장되고 있다.
| 띠의 색깔      | 저자 번호                     | 장르                          |
| -------------- | ----------------------------- | ----------------------------- |
| 푸른색 띠 (33) | 1-99                          | 일본 사상 (전근대)            |
| 푸른색 띠 (33) | 100-199                       | 일본 사상 (메이지 이후)       |
| 푸른색 띠 (33) | 201-299                       | 동양 사상                     |
| 푸른색 띠 (33) | 301-399                       | 불교                          |
| 푸른색 띠 (33) | 401-499                       | 역사 · 지리                   |
| 푸른색 띠 (33) | 501-599                       | 음악 · 미술                   |
| 푸른색 띠 (33) | 601-699                       | 철학                          |
| 푸른색 띠 (33) | 701-799                       | 교육                          |
| 푸른색 띠 (33) | 801-899                       | 종교                          |
| 푸른색 띠 (33) | 901-999                       | 자연 과학                     |
| 황색 띠 (30)   | 일본 고전 문학. 에도 시대까지 | 일본 고전 문학. 에도 시대까지 |
| 녹색 띠 (31)   | 일본 근현대 문학              | 일본 근현대 문학              |
| 흰색 띠 (34)   | 1-99                          | 법률 · 정치                   |
| 흰색 띠 (34)   | 101-199                       | 경제                          |
| 흰색 띠 (34)   | 201-299                       | 사회                          |
| 붉은 띠 (32)   | 외국 문학                     | 외국 문학                     |
| 붉은 띠 (32)   | 1-99                          | 동양 문학                     |
| 붉은 띠 (32)   | 101-199                       | 그리스 · 라틴 문학            |
| 붉은 띠 (32)   | 201-299                       | 영국 문학                     |
| 붉은 띠 (32)   | 301-399                       | 미국 문학                     |
| 붉은 띠 (32)   | 401-499                       | 독일 문학                     |
| 붉은 띠 (32)   | 501-599                       | 프랑스 문학                   |
| 붉은 띠 (32)   | 601-699                       | 러시아 문학                   |
| 붉은 띠 (32)   | 701-799                       | 남북 유럽 문학 기타           |

이밖에 설명 총목록과 문학 안내 등의 별책(35)이 있다. 또한 붉은색, 푸른색, 흰색 사이에 시기에 따라 수록 작품의 분류가 변경되는 경우도 있었다. 예를 들어 루소의 《고백록》 《고독한 산책자의 몽상》은 빨간색에서 파란색으로 이적했다. 사토 쇼고(佐藤正午)의 나오키 상 수상작 《달의 영휴》는 이와나미 문고에 담기에는 너무 신간이라는 이유로 '이와나미 문고'이라는 라벨이 붙은 비슷한 장정을 한 문고판이 출판되었다.

### ISBN 코드 사용 드라이버 문제
이와나미 문고의 ISBN은 위의 저자별 분류 번호 6자릿수를 그대로 전용하는 것이 기본이지만, 고전 문학의 주석들과 외국 작품의 번역자가 다른 것(즉, 동일한 교정자나 번역자에 의한 개정 · 개역의 영역을 초과하는 것)에도 이와나미 문고에서는 동일한 저자에 다른 번호를 사용하고, ISBN 코드를 돌려 쓸 수 있었다. 
예를 들어, 사사키 노부쓰나가 편집한 신정 《신훈 만요슈》 상권의 ISBN-10은 「ISBN 4-00-300051-X 」이다. 신 일본고전문학대계를 문고판으로 하는 사타케 아키히로, 야마다 히데오, 구도 리키오, 오오타니 마사오, 야마자키 후쿠유키 《만요슈 (一)》의 ISBN-13은 「ISBN 978-4-00-300051-9」이다. ISBN-10의 ISBN 4-00-300051-X를 ISBN-13로 변환하면 ISBN 978-4-00-300051-9이 되므로 ISBN 코드는 같은 것을 사용하고 있는 것이 된다. 양자 모두 황 5-1이라는 분류 번호가 부여되어 표지에는 '30-005-1'이라고 가로로 적히고, 뒷표지에는 '황5-1'(黄五－一)이라고 세로로 표기되어 있다.
그래서 일본의 대학도서관의 검색 시스템 등은 일본 국립정보학연구소가 부여한 NII서지ID (NCID, 이것은 매우 입도가 미세한 번호를 지정하고 있다)를 이용하여 전자의 신정 《신훈 만요슈》 상권에는 NCID BN02932172을, 전자의 신정 《신훈 만요슈》 상권 <특장판>에는 NCID BA30109498를, 후자의 《만요슈 (一)》에는 NCID BB11320467을, (신정이 아닌) 개정재판 《신훈 만요슈》에는 NCID BN01004385를 할당하는 등으로 구분하고 있다.
| 번호 | 편저자                  | 서명                              | ISBN                   | NII 서지 ID (NCID) |
| ---- | ----------------------- | --------------------------------- | ---------------------- | ------------------ |
| 1    | 사사키 노부쓰나 편      | 신정 《신훈 만요슈》상권          | ISBN 4-00-300051-X     |                    |
| 2    | 사사키 노부쓰나 편      | 신정 《신훈 만요슈》상권 <특장판> | 알 수 없음             |                    |
| 3    | 사타케 아키히로 외 교주 | 《만요슈 (一)》                   | ISBN 978-4-00-300051-9 |                    |
| 4    | 사사키 노부쓰나 편      | 개정 증쇄 《신훈 만요슈》         | 알 수 없음             |                    |

ISBN 코드는 그 책의 고유성을 유지하기 위한 목적으로 정해져 있기 때문에 이렇게 ISBN을 사용해 돌리는 작업은 본래 해서는 안 된다는 것이 규칙이다.
일본의 인터넷 고서 시장에서 제품의 식별 ISBN 코드에 유래하는 값을 사용하여 시스템을 운용하고, 지금까지의 이전 버전과 완전히 역주자가 다른 새로운 자료가 동일한 번호로 엮이게 되고, 양자를 구별하여 가입 할 수가 없게 되어 출품자 · 구매 희망자들에 유의할 필요가 있다는 지적이 따른다. 일본의 공공 도서관의 장서 검색 시스템이나 매장 서점의 재고 관리 시스템에서 ISBN 코드만 이용한 경우에도 마찬가지의 결과가 되므로, 저자 이름 · 교주한 사람의 이름이나 번역자의 이름 등도 함께 확인할 필요가 있다.
덧붙여 《만엽집》에 관해서는, 제2권에는 「황 5-2」이고 저자별 정렬은 이전의 것들을 유지하면서도 ISBN 코드는 <ISBN 978-4-00-300055-7 >라는 지금까지의 간본에는 없었던 번호가 부여되고, 제3권 이후로 "원본 만엽집」는 새로운 번호가있다.
또한 2016년부터 이후의 개정판이나 고전 작품에서 새롭게 발굴된 작품(모리 오가이의 《청년》이나 이즈미 교카의 《초롱불 노래》(歌行燈), 노마 히로시의 《진공지대》의 개정 때나 《겐지모노가타리》의 새로운 자료 등)은 모두 저자별로 정렬이 동일하더라도 새로운 ISBN을 부여하고 있다.

## 수록 작품의 여러 문제에 대한 비판

### 《자금성의 황혼》초역 문제
1989년 2월에 번역 출판된 이와나미 문고판(후미 요코 · 하루나 토오루 역)는 레지널드 존스턴의 《자금성의 황혼》 원본의 전체 26장 중 1장에서 10장 · 16장과 서문의 일부(전체 분량의 절반)가 생략되어 있다. 번역후기에서는 "원저는 본문 스물 다섯 장 외, 서장, 종장 주를 포함하는 대저술이지만, 본 번역서는 주관적인 색채가 강한 전사(前史)적인 부분인  제1 ~ 10장과 16장 '왕정복고주의자의 꿈과 희망'을 빼고 또 서장의 일부를 생략했다"고 말했다.
이와나미 문고판에서 생략된 부분은 당시의 중국인들이 공화제를 바라기는커녕 오히려 청 왕조의 존재와 존속을 인정하고 있었다는 것, 만주가 청 왕실의 고향이라는 점, 황위에서 쫓겨나고 자금성에서도 쫓겨나게 된 황제(푸이)가 일본을 의지하였고 일본이 도왔다는 것, 청 왕조의 황제가 만주국 황제가 되는 것은 자연스럽다는 것 등의 내용이 적혀있다.

### 구판 《20년의 위기》 오역 문제
이와나미 문고판 구판 《20년의 위기》(危機の二十年)의 번역서는 다수의 오역과 잘못된 번역문이 지적되었다. 이후 '재고 없음'상태가 되어 입수는 곤란했지만, 2011년 11월에 새로운 번역서가 출판되었다.

### 《프랑스 혁명에 관한 성찰》 번역 문제
이와나미 문고판은 기사도를 '임협'이라고 번역하는 등의 문제가 지적되고 있다. 일본의 정치학자 나카가와 야스히로는 저서 「보수주의의 철학」에서 이러한 번역에 대해 "악의가 느껴진다"고까지 발언하고 있다.

### 《들어라 와다쓰미의 소리를》 수정 문제
1994년 4월 23일 와다쓰미 회의 총회에서 부이사장 다카하시 다케토모가 이사장으로 취임한 제4차 와다쓰미 회가 발족한다. 제4차 와다쓰미 회는 1995년에 이와나미 문고를 통해 《신판 들어라 와다쓰미의 소리를》을 출판했지만, 유족이나 관계자로부터 "잘못이 많다", "유족 소유의 원본을 확인하지 않았다", "유고가 왜곡되었다", "유고에 없는 문장이 덧붙여졌다 ", "정정을 신청했는데 증쇄도 반영되지 않았다"라는 비판을 받게 된다. 1998년, 유족은 나카무라 가쓰로 · 나카무라 다케오 · 니시하라 와카나가 발기인이 되어 제4차 와다쓰미 회와는 전혀 별개의 '와다쓰미 유족 모임'을 결성하고, 나카무라 가쓰로와 니시하라 와카나가 유족 대표로 와다쓰미 회와 이와나미 서점에 "마음대로 원문을 수정하여 저작권을 침해"하였다며 신판의 출판 금지 및 유족들의 정신적 고통에 대한 위자료를 요구하며 고소하였다. 이때 원고가 제출한 원본과 새로운 자료 제1판의 대조 데이터를 바탕으로 이와나미 서점이 수정한 제8쇄를 1999년 11월에 발간 제출하였고, 12월 원고는 "요구 대부분이 인정, 수용되었다"며 소송을 취하했다.

### 《방황하는 호수》 오해설 문제
로프노르 호수에 대해 과학자도 아닌 번역자인 후쿠다 히로토시(福田宏年)의 잘못된 설명을 아무런 검증없이 게재하여 독자에게 중대한 오해를 주었다.

### 김소운의 《조선시집》
1954년에 이와나미 문고는 김소운의 《조선시집》을 일본어로 번역 출간하였다.

## 제본

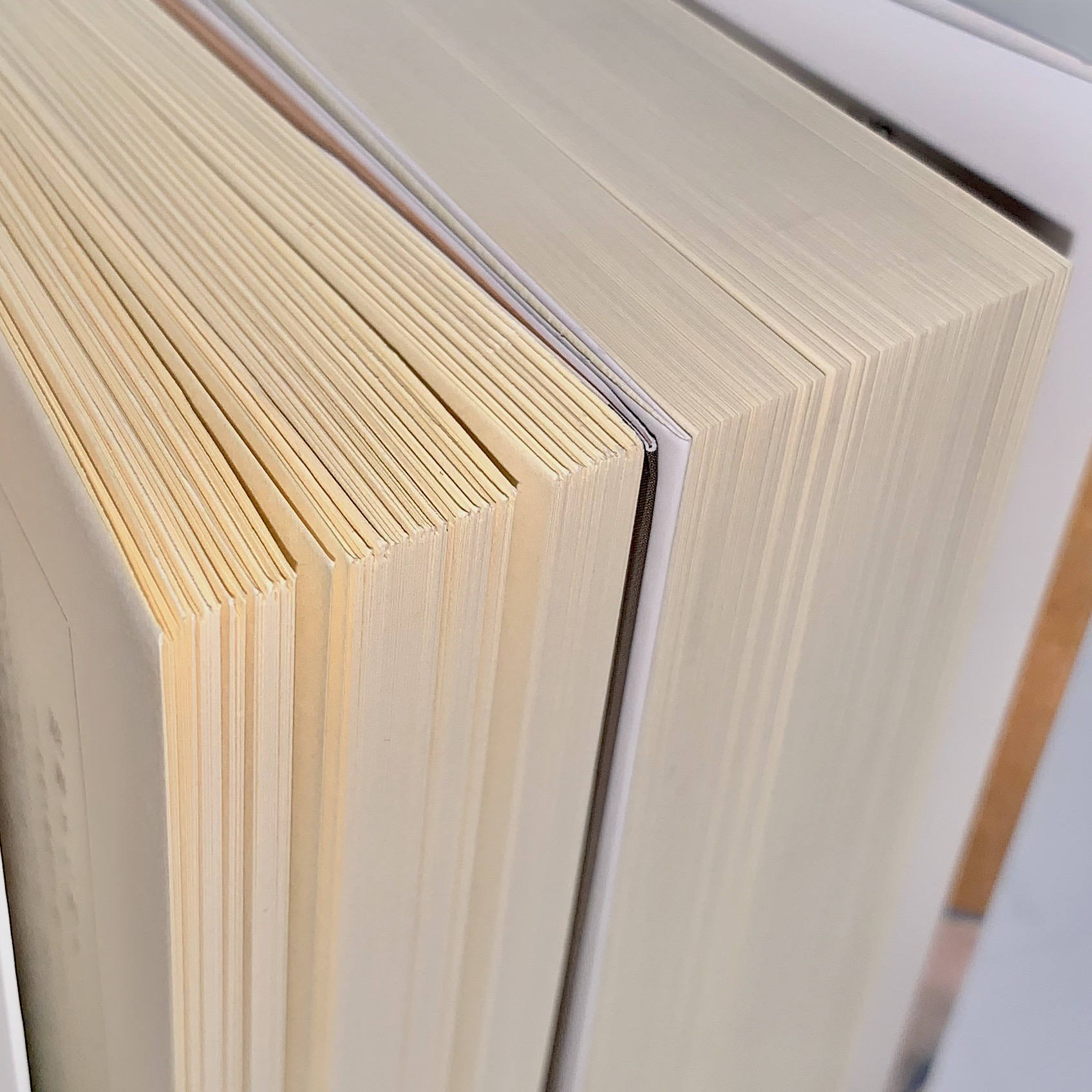
왼쪽은 이와나미 문고에서 아마안커트으로 제본되어 있는 책. 오른쪽은 비교용 삼면 재단으로 제본된 단행본(고단샤 학술 문고).

창간 초기에는 활판 인쇄, 실 엮기, 아마안커트(天アンカット) · 스핀 (책갈피 끈) 포함 · 그라싱지의 커버 등의 제본이었다. 아마안커트를 채용 한 것은 "프랑스 장정풍의 세련된 분위기를 내기 때문"이라고되지만, 현재 일반적으로 된 삼면 재단에 비해 제본에 시간이 걸린다.  이와나미 문고에서는 책갈피 끈은 1970년에 폐지되었지만 아마안커트는 유지하고 있다..

## 참고 문헌
- 岩波文庫編集部 編, 편집. (1987년 7월 16일). 《岩波文庫総目録 1927-1987》. 岩波書店. ISBN 4-00-009827-6. 2014년 7월 14일에 원본 문서에서 보존된 문서. 2021년 6월 30일에 확인함. 다음 글자 무시됨: ‘和書’ (도움말)

## 같이 보기
- 이와나미 현대문고
- 이와 나미 신서
- 고단샤 학술 문고
- 개조 문고
- 고분샤 고전 신역문고
- 주고 문고
- 명저 강의
- 문고 레이블 목록